# Рослланнерхригог
Рослланерхругог (валл. Rhosllanerchrugog, r̥ɔsˌɬanɛrχˈrɨːɡɔɡ), также известен как Рос — деревня и община в округе Рексем в Уэльсе. Расположен на территории исторического графства Денбишир. Население всей общины, включая Пеники, Руабон и Цефн-Маур, составляет 25 362 человека.
В Рослланнерхригоге родились валлийский актёр Марк Льюис Джонс, победительница конкурсов красоты «Мисс Великобритания» и «Мисс Мира 1961» Розмари Франкленд, валлийский адвокат и поэт Айзек Дэниэл Хусон.
В деревне есть футбольная команда Rhosllanerchrugog F.C., выступающая в валлийской футбольной лиге с 1890-91 годов
Также в Рослланнерхругоге был молодёжный клуб, основанный в январе 1943 года Rhos Aelwyd F.C., в 1958 году объединившийся с клубом Ponciau Aelwyd